# Stephen B. Leonard
Stephen Banks Leonard (* 15. April 1793 in New York City; † 8. Mai 1876 in Owego, New York) war ein US-amerikanischer Politiker. Zwischen 1835 und 1837 sowie zwischen 1839 und 1841 vertrat er den Bundesstaat New York im US-Repräsentantenhaus.

## Werdegang
Stephen Banks Leonard besuchte öffentliche Schulen. Er zog dann mit der Familie nach Owego. Dort machte er eine Lehre zum Drucker. Danach arbeitete er bei einer Zeitung in Albany. Er zog nach New York City, kehrte allerdings später nach Owego zurück. Zwischen 1814 und 1835 war er als Verleger und Redakteur für die Owego Gazette tätig. Daneben bekleidete er mehrere öffentliche Ämter. Zwischen 1816 und 1820 war er Postmeister in Owego. In dieser Funktion errichtete er 1816 die erste Postkutschenlinie zwischen Owego und Bath. Ferner war er Trustee in der Village von Owego und viele Jahre lang an der Owego Academy, Supervisor und Commissioner of Excise. Politisch gehörte er der Jacksonian-Fraktion an.
Bei den Kongresswahlen des Jahres 1834 für den 24. Kongress wurde Leonard im 22. Wahlbezirk von New York in das US-Repräsentantenhaus in Washington, D.C. gewählt, wo er am 4. März 1835 die Nachfolge von Nicoll Halsey und Samuel G. Hathaway antrat, welche zuvor zusammen den 22. Distrikt im US-Repräsentantenhaus vertraten. Er schied nach dem 3. März 1837 aus dem Kongress aus. In der Folgezeit trat er der Demokratischen Partei bei. 1838 kandidierte er für den 26. Kongress. Nach einer erfolgreichen Wahl trat er am 4. März 1839 die Nachfolge von Cyrus Beers und Hiram Gray an, welche zuvor zusammen den 22. Distrikt im US-Repräsentantenhaus vertraten. Da er auf eine erneute Kandidatur 1840 verzichtete, schied er nach dem 3. März 1841 aus dem Kongress aus. Während seiner letzten Amtszeit hatte er den Vorsitz über das Committee on Public Buildings and Grounds im US-Repräsentantenhaus.
Nach seiner Kongresszeit ging er kaufmännischen Geschäften nach. Daneben verfolgte er landwirtschaftliche Tätigkeiten. Zwischen 1854 und 1856 war er Supervisor in Owego und zwischen 1857 und 1861 Deputy bei den US-Marshals. Er verstarb am 8. Mai 1876 in Owego und wurde dann auf dem Presbyterian Church Burying Ground beigesetzt.